# Jesper Knudsen
Jesper Knudsen (ur. 11 lipca 2004 w Ribe) – duński żużlowiec.

## Życiorys
Indywidualny mistrz świata w klasie 250 cm³ (Holstebro 2019). Indywidualny mistrz Europy juniorów (Nagyhalász 2022). Srebrny medalista drużynowych mistrzostw świata juniorów (Ryga 2023). Srebrny medalista mistrzostw Europy juniorów par (Pardubice 2023). Uczestnik Grand Prix 2 (2023).
W polskiej lidze żużlowej zawodnik Unii Leszno (2022) oraz Startu Gniezno (2023, wypożyczenie).

## Przynależność klubowa
Polska
- Unia Leszno (2022–)
  - Start Gniezno (2023–, wyp.)